# Nuevo Uruapan
Nuevo Uruapan är en ort i Mexiko.   Den ligger i kommunen Ensenada och delstaten Baja California, i den nordvästra delen av landet, 2 000 km nordväst om huvudstaden Mexico City. Nuevo Uruapan ligger 56 meter över havet och antalet invånare är 866.
Terrängen runt Nuevo Uruapan är huvudsakligen kuperad, men åt sydväst är den platt. Nuevo Uruapan ligger nere i en dal. Runt Nuevo Uruapan är det glesbefolkat, med 8 invånare per kvadratkilometer. Närmaste större samhälle är El Rosario, 3,3 km sydväst om Nuevo Uruapan. Omgivningarna runt Nuevo Uruapan är i huvudsak ett öppet busklandskap.